# Arsien Wanicki
Arsien Mikałajewicz Wanicki (biał. Арсен Мікалаевіч Ваніцкі, ros. Арсений Николаевич Ваницкий, Arsienij Nikołajewicz Wanicki; ur. 30 czerwca 1934 w Antonowie) – białoruski polityk i działacz społeczny, zastępca ministra kultury Białoruskiej SRR.

## Życiorys
Urodził się 30 czerwca 1934 roku we wsi Antonowo, w powiecie baranowickim województwa nowogródzkiego II Rzeczypospolitej. W 1955 roku ukończył studia na Wydziale Prawa Białoruskiego Uniwersytetu Państwowego. Pracował przez wiele lat w komsomole, kolejno na stanowisku sekretarza Nowogródzkiego Komitetu Rejonowego, Grodzieńskiego Komitetu Obwodowego, Komitetu Centralnego Komsomołu Białorusi. W 1969 roku został mianowany na wiceministra kultury Białoruskiej SRR. Od 1984 roku był przewodniczącym Prezydium Białoruskiego Towarzystwa Przyjaźni i Stosunków Kulturalnych z Zagranicą. Wchodził w skład wielu białoruskich organizacji społecznych. Był członkiem komitetu redakcyjnego czasopisma „Biełaruś” i gazety „Kultura”.

## Odznaczenia
- Order „Znak Honoru” (ZSRR);
- sześć medali;
- gramoty pochwalne Rady Najwyższej Białoruskiej SRR i Rady Najwyższej Republiki Białorusi;
- Tytuł „Zasłużony Pracownik Kultury Białorusi” (1994)[1].

1 stycznia 1993 roku Międzynarodowy Rejestr Gwiazd nadał imię Arsiena Wanickiego gwieździe Cn 3m 30 Sd 30° 46° w gwiazdozbiorze Woźnicy.

## Prace
- Ot sierdca k sierdcu. Mińsk: 1988. (ros.). Brak numerów stron w książce
- Na orbitie narodnoj dipłomatii. Mińsk: 1992. (ros.). Brak numerów stron w książce
- Adcienni życcia. Mińsk: 1999. (biał.). Brak numerów stron w książce

## Życie prywatne
Arsien Wanicki jest bezpartyjny. Wyznaje prawosławie. Jest żonaty, ma dwóch synów.